# Pescera

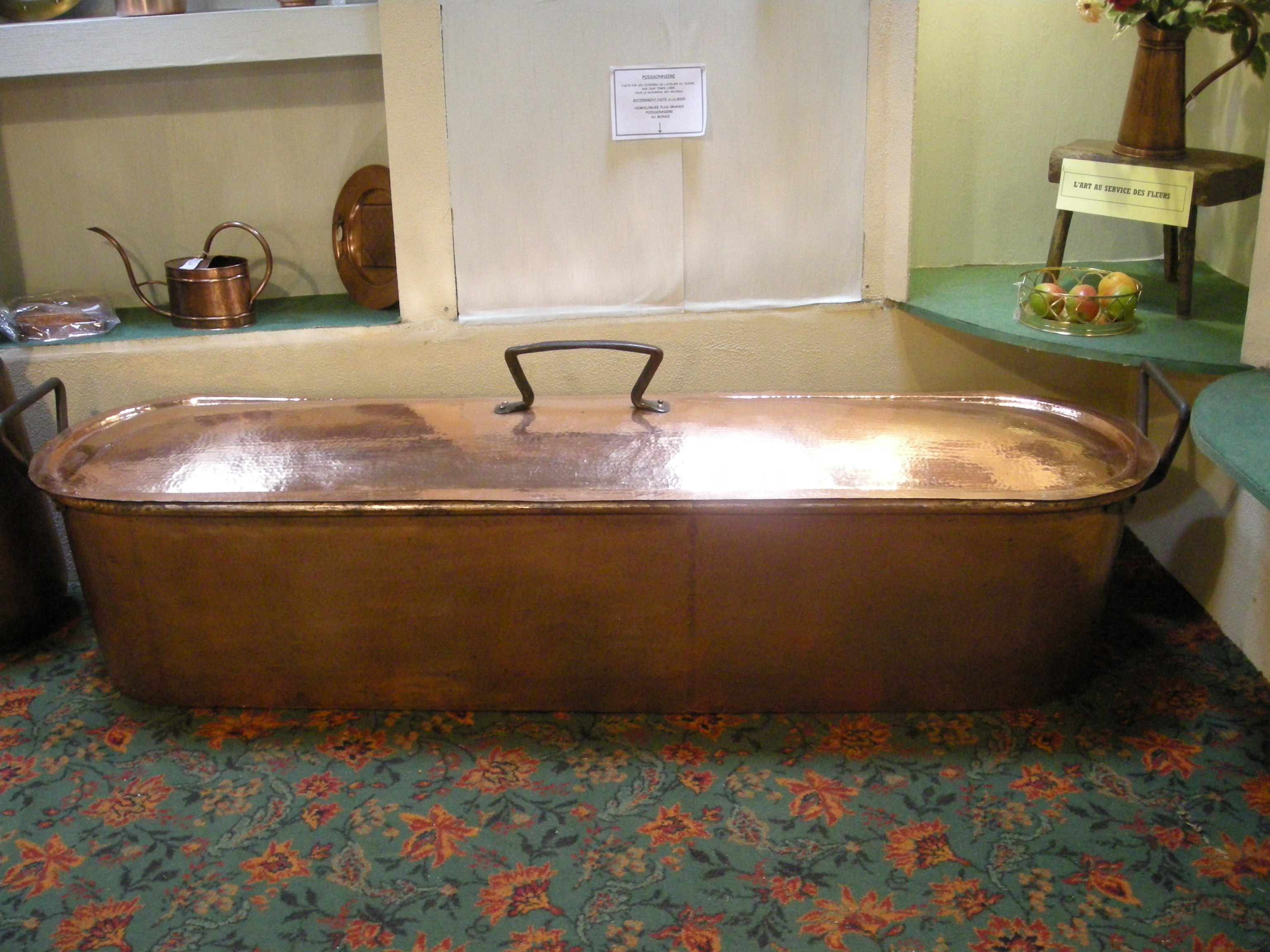
La pescera più grande del mondo a l'Atelier du Cuivre de Villedieu-les-Poêles, Normandia

La pescera è un tipo di pentola usata per cuocere il pesce. Si utilizza per la bollitura ed è destinata a contenere un solo pesce di discrete dimensioni. Nella cucina italiana un uso alternativo è quello per la cottura dello zampone o del cotechino. Ha forma ovale molto allungata, dotata di coperchio, con due manici alle estremità. Costruita in metallo: alluminio, acciaio inox e rame stagnato. 
La pescera è corredata di un apposito vassoio forato in metallo o griglia, che ha due impugnature alte come la pentola; viene posto sul fondo e serve ad estrarre il pesce cotto senza danneggiarlo o romperlo; le impugnature, che sporgono dal filo dell'acqua di cottura, permettono di effettuare l'operazione senza scottarsi, e di levare il pesce dall'acqua soltanto al momento di servirlo a  tavola.